# Gretz-Armainvilliers
Gretz-Armainvilliers è un comune francese di 8 000 abitanti situato nel dipartimento di Senna e Marna nella regione dell'Île-de-France.

## Storia

### Simboli
Lo stemma è stato adottato il 18 aprile 1969.
Il drago è ripreso dal blasone di Jean de Corbeil de Grez. Le ali di pipistrello ricordano l'animale che ha ispirato Clément Ader per la realizzazione del suo aeroplano sperimentale Éole che compì il suo primo volo a Gretz-Armainvilliers nel 1890.

## Società

### Evoluzione demografica
Abitanti censiti